# Xavier Romero Frías

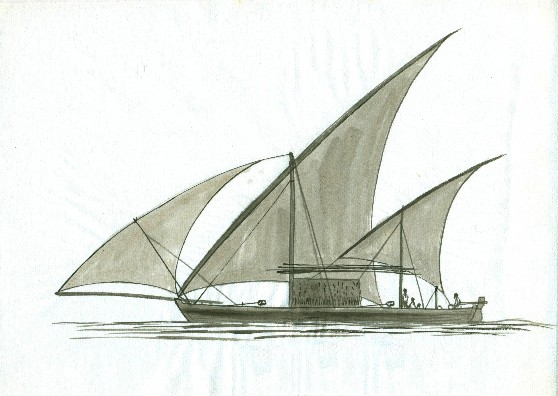
Barco de Maldivas, dibujado por Romero-Frías.

Xavier Romero-Frías (Barcelona, 1954) es un etnólogo y lingüista español que ha vivido en Asia meridional y en el Sudeste asiático durante tres décadas. Vivió entre los habitantes de las Maldivas de forma continuada durante 13 años. Actualmente reside en Bangkok, Tailandia.
Los libros de Xavier Romero-Frías sobre la cultura, historia, leyendas y tradiciones de las Maldivas han sido prohibidos por las autoridades de esa nación.

## Obra
Xavier Romero-Frías se dedicó a investigar metódicamente la antropología, la etnografía y la tradición oral de las Maldivas y de Minicoy. Completamente integrado en la sociedad local, aprendió dos variantes del idioma divehi, las cuales habla con fluidez, entendiendo también las otras variantes. Actualmente es el experto no maldivo más importante del mundo en la lingüística del divehi.
Habiendo vivido también más de doce años en la India, Sri Lanka y Tailandia, Xavier Romero posee además amplios conocimientos sobre las escrituras del divehi antiguas y modernas, así como de la escritura árabe, del sánscrito y de las costumbres y tradiciones del subcontinente indio, del hinduismo, el islam y el budismo.
Durante su estancia en las Maldivas, Xavier Romero hizo una recopilación exhaustiva de las leyendas de la tradición oral de las Maldivas, gran parte de las cuales no se habían puesto nunca por escrito. El método que utilizó fue el de trabar amistad con los ancianos de las islas Maldivas, aceptando la hospitalidad que le brindaban en las islas de los atolones que visitaba. Antes de que Xavier Romero llevara a cabo esta tarea de compilación sistemática, poquísimas leyendas, así como costumbres referentes a la hechicería y supersticiones locales habían sido recogidas.

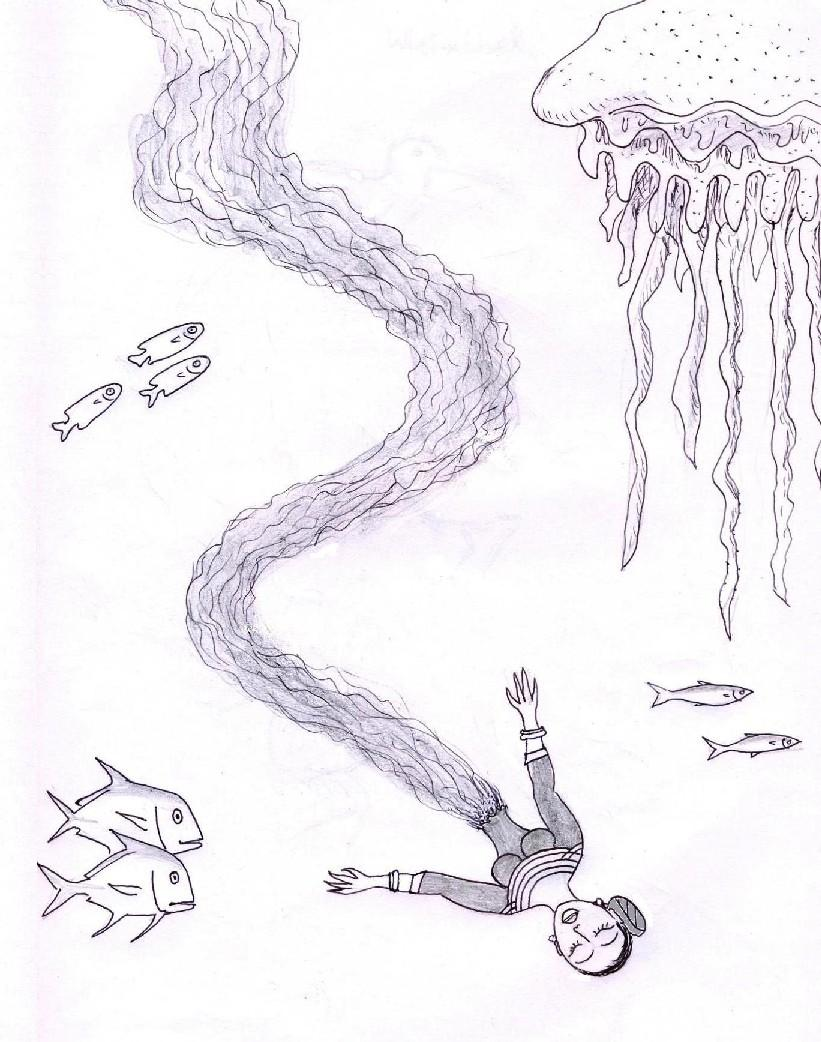
Ilustración de Xavier Romero-Frías representando la muerte de Donhiyala en la antigua leyenda Donhiyala & Alifulhu, versión Maldiva del Ramayana según este antropólogo español.

 Después de recopilar las leyendas y cuentos, Xavier Romero-Frías completó la traducción de más de cien de estas muestras de tradición oral. Los textos recogidos tratan principalmente de narrativas semihistóricas, míticas y sobre el mundo de los espíritus de la tradición oral ancestral de los atolones de las Maldivas, pero principalmente de los atolones meridionales y de Male', la capital, que eran los lugares donde vivió la mayor parte del tiempo durante su larga estancia en las Maldivas.
Xavier Romero-Frías llevó a cabo lecturas en la Universitato de Madraso, Chennai, en la década de 1980 a 1990 invitado por el Profesor V. Sudarsan, catedrático del Departamento de Antropología de esa misma universidad. Durante últimos 30 años ha escrito numerosos artículos y comentarios en revistas especializadas y ha llevado a cabo conferencias sobre la problemática de las relaciones interculturales, la etnografía de las Maldivas, el islam tradicional, el sincretismo religioso, religiones orientales, y las causas del terrorismo islámico, entre otros temas.
Como artista ha ilustrado libros para el EDC (Educational Development Center) del Ministerio de Edicación en Male', Maldivas y recogido muestras del arte tradicional para un proyecto llevado a cabo por la Organización Internacional del Trabajo y el Programa de las Naciones Unidas para el Desarrollo en la década de 1990 en Maldivas. Ha pintado los peces de las aguas de las Maldivas, así como los antiguos barcos de vela utilizados antiguamente por los navegantes del océano Índico. En 1987 hubo una exposición de algunas de sus obras en Viena, Austria.
El Dr Roland Silva, erudito de Colombo, Sri Lanka que fue director del Departamento de Arqueología de Sri Lanka del 1983 al 1992 comparó la obra de Xavier Romero-Frías con la de H. Parker, antropólogo británico que recopiló las leyendas de los pueblos de Sri Lanka a principios del siglo XX.
Según Rohan Gunaratna, otro erudito de Sri Lanka y experto en estudios sobre el terrorismo, Xavier Romero-Frías "siguió los pasos del erudito británico HCP Bell", que estudió la epigrafía y la arqueología de las Maldivas entre finales del siglo XIX y principios del XX.

## Publicaciones
Sus publicaciones principales sobre las Maldivas son:
- The Maldive Islanders; A Study of the Popular Culture of an Ancient Ocean Kingdom. (Los isleños de Maldivas, un estudio de la cultura popular de un antiguo reino oceánico) Barcelona 1999, ISBN 84 7254 801 5[10] En este libro el autor afirma: "En cada mente maldiva tiene lugar una dura lucha entre las costumbres heredadas y la ideología musulmana. Como que este conflicto continúa sin resolución, se ha extendido un sentimiento de culpabilidad y de angustia ante la imposibilidad de ajustar la herencia cultural ancestral a las exigencias ideológicas del islam."[11] Los últimos capítulos del libro analizan los efectos del Islam como ideología política sobre la sociedad tradicional.

- Romero-Frías, Xavier Folk tales of the Maldives, Copenhague (2012), ISBN 978-87-7694-104-8, ISBN 978-87-7694-105-5. Este libro es una compilación de 80 leyendas de la literatura oral maldiva ilustrada por el autor.[12]

- Romero-Frías, Xavier (editor), El antiguo alfabeto de las Maldivas; The Maldivian Script. Volume One. (Divehi Akuru - 1).[13]

- Romero-Frías, Xavier (editor), El idioma de Minicoy; Minicoy Language Primer (Maliku Taana - Devana Foiy).[14]

Xavier Romero-Frías ha escrito también artículos y comentarios. Como artista ha ilustrado numerosos libros sobre Asia y también ha pintado objetos y escenas etnográficas, barcos de vela antiguos y peces de los arrecifes de coral, entre otras cosas.